# Now I Lay Me Down to Sleep
«Now I lay me down to sleep» (укр. Тепер я лягаю спати) — молитва на ніч, відома принаймні з XVIII століття.
Ця дитяча молитва зустрічається в виданні Букваря Нової Англії 1781 року (за іншими даними — ще раніше, 1749 року). В її тексті дитина звертається до Бога та просить захисту, поки вона спить, а якщо з нею щось станеться — щоб Бог забрав її душу. Молитва була настільки популярною, що у виданні 1881 року, в якому було зібрано її числені варіанти, її назвали «універсальною молитвою» дитинства.
Текст молитви багаторазово зустрічається у творах популярної культури, зокрема, у пісні Metallica «Enter Sandman». 